# Gli Scooters
Gli Scooters sono stati un complesso musicale italiano di musica beat fondato nel 1959 con il nome I 4 Assi. La band cambia, poi, vari nomi fino ad assumere l'appellativo di Scooters con il quale verrà conosciuta al di fuori dei confini regionali. Il complesso ha inciso un album e due 45 giri con la denominazione Planetarium prima di sciogliersi.

## Storia degli Scooters

### 1959-1964: Dai 4 Assi aTu sai perché

I 4 assi con Dino Crocco alla batteria nel film Il sorpasso

Il complesso si forma nel 1959 ad Ovada, su iniziativa del batterista Dino Crocco, con la denominazione "I 4 Assi"; con l'ingresso nella formazione di Alfredo Ferrari detto Fred, il nome della band diventa dapprima "Fredo e i quattro assi", poi "Freddy e i 4 assi" e poi "Fred e i 4 assi". Crocco non è alla prima esperienza musicale: pur lavorando al bar La Tavernetta di Ovada, già nel 1956 forma il complesso dei Quighem, con cui si esibisce nei locali delle vicinanze.
In breve tempo i cinque iniziano a suonare, dapprima al Lavagello, noto locale di Castelletto d'Orba, e presto in tutta Italia, eseguendo cover di brani di rock 'n' roll e ballabili, arrivando persino a suonare al Rupe Tarpea, celebre locale di Roma.
Vengono quindi notati da Walter Guertler che, nel 1964, propone loro un contratto per una delle sue etichette, la Jolly: il debutto discografico avviene all'inizio del 1965 con il primo 45 giri, Tu sai perché/Non ascoltare, inciso con la nuova denominazione "Dino e i 4 assi": il disco però non riscuote successo e passa inosservato.

### 1965-1970: Gli Scooters
Il quintetto prepara una nuova canzone, La motoretta, e per il lancio si decide di cambiare nuovamente nome, questa volta in Scooters per una questione di "sponsor" e la formazione si assesta definitivamente con Dino Crocco, Mirko Mazza, Fred Ferrari, Franco Sorrenti e Mario Bocca. Il brano partecipa a Un disco per l'estate 1966, arrivando fino alla seconda fase, e spalanca al complesso le porte del successo riuscendo a vendere il milione di copie. La band presenta il brano in televisione lasciando tracce nel programma 99...100: chi è fuori è fuori chi è dentro è dentro, condotto da Franco Migliacci.
Nello stesso anno il quintetto pubblica un altro brano di successo, Una minigonna; la canzone diventa per due anni consecutivi la sigla del programma televisivo della BBC International cabaret, in cui il complesso, oltre a presentare i loro brani si esibisce in alcuni sketch comici, in linea con lo stile dei testi delle loro canzoni, che hanno spesso caratteristiche giocose e, a volte, pseudodemenziali.
Successivamente partecipa alla manifestazione Un disco per l'estate 1967 con il brano Mi seguirai, di Fred Ferrari e Franco Sorrenti, canzone nello stile dei Beach Boys. La stessa venne poi ripresa dai Tremeloers in Inghilterra con il nome "Be Mine"
L'anno successivo partecipa al Cantagiro 1968 con il brano La figlia del re del pomodoro, canzone nata per gioco sempre da Fred e Franco e ritorna a Un disco per l'estate 1968 con Se fossi re che riuscì a vendere tre milioni di copie; sempre nello stesso anno partecipa al film Il professor Matusa e i suoi hippies, di Luigi De Maria, insieme ad altri cantanti come Caterina Caselli, Little Tony e Riki Maiocchi, eseguendo la canzone Le pigne in testa.
Dopo il cambio di casa discografica ed il passaggio alla Victory il complesso pubblica il primo album continuando l'attività concertistica in molti locali, tra cui la Capannina di Forte dei Marmi; in questa occasione viene registrato il concerto che diventa il secondo album.
Alla fine degli anni settanta, dopo altre incisioni a carattere melodico, il complesso tiene una lunga tournée in Argentina in occasione della quale ottiene notevole successo al Mar del Plata presso lo storico locale "L'enterprise" con due composizioni in particolare: "Nace una Vida" e "El Poeta" di Franco Sorrenti. Conclusa la tournée il complesso cessa l'attività.
Nel 1971 tre dei componenti - Fred Ferrari, Franco Sorrenti e Mirko Mazza - registrano con la nuova denominazione Planetarium un album strumentale di progressive rock intitolato Infinity, a cui seguono un paio di 45 giri. Prendono parte al progetto anche i musicisti Giampaolo Pesce, alla batteria, e Piero Repetto, al basso.

### Dopo gli Scooters
Dino Crocco, Fred Ferrari e Franco Sorrenti restano nel mondo musicale: il primo dedicandosi al liscio, pubblicando vari album con l'orchestra di Cesare Marchini (di cui faranno parte per un periodo anche Mario Bocca e Mirko Mazza degli Scooters) e poi da solista, ciò parallelamente alla carriera di conduttore televisivo sulle reti Telecity; il secondo si dedicherà alla composizione di canzoni per molti artisti (tra cui Mia Martini, Gilda Giuliani ed Ornella Vanoni), terrà collaborazioni concertistiche con il Teatro "Carlo Felice" di Genova e con l'Orchestra Classica di Alessandria e di Savona; il terzo si trasferirà a Reggio Calabria, sua città natale, fino alla metà degli anni '90 per poi, dopo essersi occupato in varie attività senza ottenere buoni risultati, torna ad imbracciare nuovamente la sua chitarra per suonare dapprima a Roma, in alcuni locali e successivamente in Giappone, dove continuerà a suonare scrivendo testi in lingua spagnola ed esibendosi nei locali con musiche stile Gipsy King che tanto piacevano ai giapponesi.
I membri della band decedono tutti tra il 1999 ed il 2015: Mirko Mazza è morto l'8 maggio 1999 a 61 anni, Franco Sorrenti è morto il 17 febbraio 2002 in Giappone a 61 anni, Alfredo Ferrari è morto il 18 gennaio 2009 a 67 anni, Dino Crocco è morto l'11 agosto 2010 a 78 anni e Mario Bocca è morto il 27 luglio 2015 a 75 anni. In seguito alla scomparsa di tutti i componenti sono stati realizzati avvenimenti in ricordo della band. Nel 2016, Marcello Crocco e Kenneth Mazza, figli di Dino e Mirko, hanno organizzato la prima serata musicale omaggio al complesso degli Scooters, tenutasi ad Ovada.

## Formazione

### Membri principali
- Dino Crocco: batteria, fisarmonica (1959-1970)
- Mirko Mazza: chitarra ritmica, voce principale (1959-1971)
- Franco Sorrenti: chitarra solista e autore dei testi (1960-1971)
- Alfredo "Fred" Ferrari: tastiere e compositore delle musiche (1960-1971)
- Mario Bocca: trombone (1959-1961); basso (1961-1970)

### Altri membri
- Pasquale Carloni: basso (1959-1961)
- Giampaolo Pesce: batteria (1971) nel periodo come Planetarium[6]
- Piero Repetto: basso (1971) nel periodo come Planetarium[6]

## Discografia

### Album
- 1966 - Carosello di canzoni (con Françoise Hardy, Nicola Di Bari, Peppino Gagliardi, Enzo Jannacci e Solidea)
- 1968 - Sentimental
- 1969 - Gli Scooters alla Capannina
- 1971 - Infinity (pubblicato con il nome "Planetarium")

### Singoli
- 1965 - Tu sai perché/Non ascoltare (pubblicato con il nome "Dino e i 4 assi")
- 1966 - La motoretta/Credimi amore mio
- 1966 - Una minigonna/Le pigne in testa
- 1967 - Mi seguirai/Ieri, oggi e domani
- 1967 - La figlia del re del pomodoro/Se fossi re
- 1968 - Zum bai bai/Nasce una vita
- 1968 - Divorzista/Romanzo
- 1969 - È già mattino/Strana estate
- 1970 - Il circo/El circo
- 1970 - Nace una vida/La realtà (pubblicato in Argentina)
- 1971 - Love/Life (pubblicato con il nome "Planetarium")
- 1971 - Man (Part II)/The Moon (pubblicato con il nome "Planetarium")